# Agathe Taffertshofer
Agathe Taffertshofer (* 15. Juli 1956 in München) ist eine deutsche Schauspielerin.

## Leben
Agathe Taffertshofer studierte Theaterwissenschaften und Anglistik an der Ludwig-Maximilians-Universität München. In München erhielt sie auch Schauspielunterricht bei David Esrig.
Von 1977 bis 1984 war Taffertshofer am Experimentellen Autorentheater proT in München unter Alexeij Sagerer als Schauspielerin tätig, unter anderem als Wirtstochter in dem Stück „Gschaegn is gschaegn“, von seinem Autor Sagerer als „Mund-Art-Comic“ bezeichnet. Von 1985 bis 1986 arbeitete sie am Freien Theater München und von 1989 bis 1992 an der Commedia dell’Arte Athanor. Von 1993 bis 1998 war sie Ensemblemitglied am Münchner Volkstheater.
1996 spielte sie am Münchner Volkstheater das Stubenmädchen in Arthur Schnitzlers Reigen unter der Regie von Ruth Drexel, die Taffertshofer 1997 auch als Gertrud für ihre Inszenierung der Tragödie Hamlet von William Shakespeare bei den Tiroler Volksschauspielen verpflichtete. Von 1999 bis 2004 war Agathe Taffertshofer am Tiroler Landestheater Innsbruck engagiert, wo sie in weiteren Shakespeare-Stücken, als Regan in König Lear und Katharina in Der Widerspenstigen Zähmung sowie als Mascha in Per Olov Enquists Tschechows Drei Schwestern auftrat. 2008 spielte Taffertshofer bei den Stockerauer Festspielen in dem Musical La Cage aux Folles.
Seit Ende der 1980er Jahre arbeitet Agathe Taffertshofer auch umfangreich für Film und Fernsehen. In Serien wie Café Meineid, Der Bulle von Tölz, Die Verbrechen des Professor Capellari oder Die Rosenheim-Cops übernahm sie Gastrollen. Filme, bei denen sie mitwirkte, sind Winterschläfer von Tom Tykwer, Vera Brühne, Sau Nummer vier oder Die Tote im Moorwald.
Agathe Taffertshofer hat eine Dozentur an der Musik und Kunst Privatuniversität der Stadt Wien. Sie lebt mit ihrem Mann, dem Schauspieler und Autor Hannes Benedetto Pircher, in der österreichischen Hauptstadt.

## Filmografie (Auswahl)
- 1987: Der Pfandlbräu (Fernsehfilm)
- 1987: Komplizinnen (Fernsehfilm)
- 1990: Spieler (Kinofilm)
- 1991: Wildfeuer (Kinofilm)
- 1992: Der Bergdoktor – Am Abgrund (Fernsehserie)
- 1993: Café Meineid – Anno 1992 (Fernsehserie)
- 1994: Herbert & Schnipsi – Die Nilreise (Comedyserie)
- 1996: Der schönste Tag im Leben (Fernsehfilm)
- 1996: Alle haben geschwiegen (Fernsehfilm)
- 1997: Porträt eines Richters (Fernsehfilm)
- 1997: Doktor Knock (Fernsehfilm)
- 1997: Muttertag (Fernsehfilm)
- 1997: Winterschläfer (Kinofilm)
- 1998: Der Bulle von Tölz: Tod in der Walpurgisnacht (Fernsehserie)
- 1998: Café Meineid – Unser Sach’ (Fernsehserie)
- 1999: Wilder Kaiser – Hochzeit mit Hindernissen (Fernsehreihe)
- 2000: Geier im Reisrand (Fernsehfilm)
- 2001: Ein unmöglicher Mann (Fernsehserie)
- 2001: Vera Brühne (Fernsehfilm)
- 2002: Die Rückkehr (Fernsehfilm)
- 2002: Hinterlassenschaften (Fernsehfilm)
- 2003: SOKO Kitzbühel – Mord à la carte (Fernsehserie)
- 2003: Die Verbrechen des Professor Capellari – Bittere Schokolade (Fernsehreihe)
- 2004: Tatort – Abgezockt (Fernsehreihe)
- 2004: Kommissarin Lucas – Vergangene Sünden (Fernsehreihe)
- 2004: Die Heilerin (Fernsehfilm)
- 2005: Marias letzte Reise (Fernsehfilm)
- 2006: Die Rosenheim-Cops – Die Leiche im Moor (Fernsehserie)
- 2006: Arme Millionäre – Geld regiert die Welt (Fernsehserie)
- 2007: Die Flucht (Fernsehfilm)
- 2008: Mit einem Schlag (Fernsehfilm)
- 2008: Das Geheimnis des Königssees (Fernsehfilm)
- 2010: Die letzten 30 Jahre (Fernsehfilm)
- 2010: Sau Nummer vier. Ein Niederbayernkrimi (Fernsehfilm)
- 2010: Die Wanderhure (Fernsehfilm)
- 2011: Franzi (Fernsehserie)
- 2011: Die Tote im Moorwald (Fernsehfilm)
- 2013: 24 Milchkühe und kein Mann (Fernsehfilm)
- 2013: Neue Adresse Paradies (Fernsehfilm)
- 2014: Die Frau aus dem Moor (Fernsehfilm)
- 2014: München 7 – Die Hühner (Fernsehserie)
- 2016: Polizeiruf 110 – Und vergib uns unsere Schuld (Fernsehreihe)
- 2016: Ein Teil von uns (Fernsehfilm)
- 2016: Eine unerhörte Frau (Kinofilm)
- 2018: SOKO Donau – Lange Schatten (Fernsehserie)
- 2018: Zwei Herren im Anzug (Kinofilm)
- 2020: Das Glaszimmer